# 直井道子
直井 道子（なおい みちこ、1944年(昭和19年) - ）は、日本の社会学者。東京学芸大学名誉教授。桜美林大学特任教授。専門は、家族社会学・老年社会学。夫は直井優。

## 来歴
1967年東京大学文学部卒業、72年同大学院博士後期課程単位取得退学。2001年「幸福に老いるために 家族と福祉のサポート」で大阪大学博士（人間科学）。72年から東京都老人総合研究所勤務、1989年東京学芸大学教育学部助教授、教授。2010年定年退任、名誉教授、桜美林大学客員・特任教授。

## 著書
- 『高齢者と家族 新しいつながりを求めて』サイエンス社、1993
- 『幸福に老いるために 家族と福祉のサポート』勁草書房、2001

### 共編著
- 『日本の中高年-2-中高年女性学』袖井孝子共編 垣内出版、1979
- 『家事の社会学』編・著 林廓子ほか共著 サイエンス社、1989 女性社会学者による新社会学叢書
- 『現代日本の階層構造 4　女性と社会階層』岡本英雄共編 東京大学出版会、1990
- 『老人福祉論』橋本正明共編著 奥川幸子ほか著 誠信書房、1990 社会福祉専門職ライブラリー 介護福祉士編
- 『高齢者福祉 豊かな高齢期を築くために』山田知子共編著 放送大学教育振興会、1999
- 『高齢者福祉の世界』中野いく子、和気純子共編 有斐閣アルマ、2008
- 『学校教育の中のジェンダー 子どもと教師の調査から』村松泰子共編 日本評論社、2009
- 『よくわかる高齢者福祉』中野いく子共編 ミネルヴァ書房、2010 やわらかアカデミズム・〈わかる〉シリーズ
- 『講座社会学 11 福祉』平岡公一共編 東京大学出版会、2010

## 参考
- [ISBN　978-4-535-56281-3]
- 『現代日本人名録』2002年